# Delsolina
Delsolina es un alcaloide hipotensor aislado de especies de Aconitum.